# Stratford Johns
Alan Stratford Johns (Pietermaritzburg, Zuid-Afrika, 22 september 1925 - Heveningham, Suffolk, Engeland, 29 januari 2002) was een Brits acteur.
Johns werd vooral bekend in de rol van det. chief insp. (later supt.) Barlow. Eerst in de serie Z-Cars, later in Softly Softly, de mini-serie Jack the Ripper, Barlow at Large en ten slotte in Second Verdict.
Ook speelde Johns vele rollen in films, waaronder George and Mildred, The Fiendish Plot of Dr. Fu Manchu, Wild Geese II en Splitting Heirs.
Andere noemenswaardige optredens maakte hij in de mini-serie I, Claudius, de televisieserie Doctor Who en The Avengers en in de film Cromwell.
Ooit was hij in de running voor de rol van Ratcliffe in Doctor Who: Remembrance of the Daleks. De rol ging uiteindelijk naar George Sewell.
In 1984 speelde hij een rolletje in de videoclip voor het nummer Young at Heart van de Schotse popgroep The Bluebells.
Van 1955 tot zijn dood was hij getrouwd met Nanette Parsons; ze kregen 4 kinderen.
Op 76-jarige leeftijd overleed Johns; hij had last van een hartkwaal.

## Filmografie
- The Night My Number Came Up (1955) - Sergeant
- The Ship That Died of Shame (1955) - Garagewerker (Niet op aftiteling)
- ITV Television Playhouse Televisieserie - Heath (Afl., Mid Level, 1955)
- The Ladykillers (1955) - Beveiliger (Niet op aftiteling)
- Who Done It? (1956) - Politieman Coleman
- Blonde Bait (1956) - Reveller (Niet op aftiteling)
- Women Without Men (1956) - Reveller (Niet op aftiteling)
- The Long Arm (1956) - Politieman
- The Count of Monte Cristo Televisieserie - The Gendarme (Afl., Monaco, 1956)
- Tiger in the Smoke (1956) - Politieman
- Destination Downing Street Televisieserie - Eisenstein (Afl., Mr Crazy, 1957)
- The One That Got Away (1957) - Rol onbekend (Niet op aftiteling)
- Law and Disorder (1958) - Bestuurder gevangenisbus (Niet op aftiteling)
- A Night To Remember (1958) - Crewlid op reddingsboot (Niet op aftiteling)
- The Professionals (1959) - Lawson
- The Flying Doctor Televisieserie - Politiesergeant (Afl., The Riddle, 1959)
- Hand in Hand (1960) - Rol onbekend
- International Detective Televisieserie - The Registrar (Afl., The Dennison Case, 1960)
- Interpol Calling Televisieserie - Chaublin (Afl., A Foreign Body, 1960)
- The Days of Vengeance (Mini-serie, 1960) - Sgt. Willis
- No Wreath for the General Televisieserie - Beattie (1960)
- The Avengers Televisieserie - Sir Thomas Waller (Afl., The Frighteners, 1961)
- ITV Play of the Week Televisieserie - Insp. Matthews (Afl., The Poisoned Earth, 1961)
- Kraft Mystery Theater Televisieserie - Lawson (Afl., The Professionals, 1961)
- The Younger Generation Televisieserie - Viney (Afl., Flow Gently Sweet Afton, 1961)
- Ghost Squad Televisieserie - Kapitein Starr (Afl., Still Waters, 1961)
- ITV Play of the Week Televisieserie - Burgemeester (Afl., Sergeant Musgrave's Dance, 1961)
- Top Secret Televisieserie - Tod Macoll (Afl., Shakedown at Saramino, 1961)
- Two Letter Alibi (1962) - Bates
- Maigret Televisieserie - Rol onbekend (Afl., The Cactus, 1961|Murder on Monday, 1962)
- Z-Cars Televisieserie - Det. Chief Insp. Barlow (126 afl., 1962-1965)
- The Great St. Trinian's Train Robbery (1966) - The Voice (Stem)
- Jackanory Televisieserie - Verhalenverteller (10 afl., 1966)
- The Plank (1967) - Stationsmeester
- Rocket to the Moon (1967) - Warrant Officer
- The Avengers Televisieserie - Sidney (Afl., Legacy of Death, 1968)
- Department S Televisieserie - Paul Trenton (Afl., The Man in the Elegant Room, 1969)
- Galton and Simpson Comedy Televisieserie - Lawrence Warner (Afl., An Extra Bunch of Daffodils, 1969)
- Cromwell (1970) - President Bradshaw
- Softly Softly Televisieserie - Det. Chief Supt. Barlow (147 afl., 1966-1972)
- Jack the Ripper (Mini-serie, 1973) - Det. Chief Supt. Barlow
- Barlow at Large Televisieserie - Det. Chief Supt. Barlow (29 afl., 1971-1975)
- Second Verdict Televisieserie - Det. Chief Supt. Barlow (6 afl., 1976)
- I, Claudius (Mini-serie, 1976) - Piso
- The Strange Case of the End of Civilization as We Know It (1977) - Chief Commisioner Blocker
- The Saint and the Brave Goose (1979) - George Duchamps
- The Return of the Saint Televisieserie - Collision Course: The Brave Goose, 1979|Collision Course: The Sixth Man, 1979)
- George and Mildred (1980) - Harry Pinto
- The Fiendish Plot of Dr. Fu Manchu (1980) - Ismail
- Play for Today Televisieserie - Matey (Afl., Dear Brutus, 1981)
- The Jail Diary of Albie Sachs (Televisiefilm, 1981) - Rol onbekend
- BBC2 Playhouse Televisieserie - Rol onbekend (Afl., Rol onbekend (Afl., Marriage, 1981)
- Winston Churchill: The Wilderness Years (Mini-serie, 1981) - Lord Rothermere
- Great Expectations (Mini-serie, 1981) - Abel Magwitch
- Blakes 7 Televisieserie - Belkov (Afl., Games, 1981)
- Doctor Who Televisieserie - Monarch (Afl., Four to Doomsday: Part 1, 2, 3 & 4, 1982)
- Union Castle Televisieserie - Evan Evans, Lord Mountainash (Episode 1.1, 1982)
- The Beggar's Opera (Televisiefilm, 1983) - Peachum
- Jemima Shore Investigates Televisieserie - Rol onbekend (Afl., Death à la Carte, 1983)
- Car Trouble (1985) - Reg Sampson
- Hitler's S.S.: Portrait in Evil (Televisiefilm, 1985) - Oom Walter (Barkeeper)
- Dance with a Stranger (1985) - Morrie Conley
- Wild Geese II (1985) - Mustapha El Ali
- Foreign Body (1986) - Mr. Plumb
- The Little Match Girl (1987) - Rijke man
- Brond (Televisiefilm, 1987) - Brond
- Salomon's Last Dance (1988) - Herod/Alfred Taylor
- The Lair of the White Worm (1988) - Peters
- 'Itch (Televisiefilm, 1989) - Clive
- Saracen Televisieserie - Sir Bernard Kyle (Afl., Decoy, 1989)
- A Small Mourning (Televisiefilm, 1989) - Arnold
- Shooting Stars (1990) - Mr. Groves
- Der Mann nebenan (1991) - Stanley Caspian
- Boon Televisieserie - John Blake (Afl., Cab Rank Cowboys, 1991)
- Perfect Scoundrels Televisieserie - Rol onbekend (Afl., Let No Man Put Asunder, 1992)
- The Secret Agent (Televisiefilm, 1992) - Rol onbekend
- The Life and Times of Henry Pratt (Mini-serie, 1992) - A.B. Noon BA (Hoofdmeester)
- Splitting Heirs (1993) - Butler
- The Scarlet and the Black (Mini-serie, 1993) - Abbé Pirard
- Minder Televisieserie - Knowles (Afl., Bring Me the Head of Arthur Daley, 1994)
- Murder Most Horrid Televisieserie - Mr. Maddox (Afl., Dying Live, 1996)
- Neverwhere (Mini-serie, 1996) - Mr. Arnold Stockton (Episode 3)
- Heartbeat Televisieserie - Cyril Isaiah Greengrass (Afl., The Family Way, 1997|Fall Out, 1998)

- Bibsys: 9026167
- Biblioteca Nacional de España: XX5425266
- Bibliothèque nationale de France: cb14067145w (data)
- Gemeinsame Normdatei: 134958780
- International Standard Name Identifier: 0000 0001 1449 4695
- Library of Congress Control Number: no00103026
- MusicBrainz: de7a2590-d1bb-4a02-b2b0-172d7d65155b
- Nationale Bibliotheek van Tsjechië: xx0157809
- Nationale Bibliotheek van Israël: 987007315241005171
- Virtual International Authority File: 79879347
- WorldCat: E39PBJyhfrmP7YbyWyt74hB773